# یاسمین جکو
یاسمین جکو (انگلیسی: Jasmin Džeko؛ زادهٔ ۱۵ نوامبر ۱۹۵۸) بازیکن فوتبال اهل یوگسلاوی بود.
از باشگاه‌هایی که در آن بازی کرده‌است می‌توان به باشگاه فوتبال اوسیک و باشگاه فوتبال دینامو زاگرب اشاره کرد.
وی همچنین در تیم ملی فوتبال یوگسلاوی بازی کرده‌است.